# Adrapsa unilinealis
Adrapsa unilinealis är en fjärilsart som beskrevs av Walter Karl Johann Roepke 1938. Adrapsa unilinealis ingår i släktet Adrapsa och familjen nattflyn. Inga underarter finns listade i Catalogue of Life.